# Битва при Нише (1443)
Битва при Нише (венг. Сsata a Nis; серб. Битка код Ниша; тур. Niş Muharebesi) — битва, произошедшая 3 ноября 1443 года  во время Крестового похода на Варну (1443—1444) в районе крепости современного сербского города Ниш между войсками венгерского военачальника Яноша Хуньяди в союзе с войсками сербского военачальника Георгия Бранковича и польского Владислава III Варненчика, против войск турецкого военачальника Касима-паши.
Битва при Нише была частью экспедиции Хуньяди, известной как долгая кампания. Венгерские войска вошли на Балканский полуостров через Траяновы ворота, венгры разгромили три армии Турецких пашей, захватив Ниш и Софию, а затем объединившись с королевской армией разбили войска султана Мурада II в районе Снайма (Кустиница). Нетерпеливость царя и суровость зимы заставили Хуньяди (в феврале 1444 года) вернуться домой, но не раньше, чем он окончательно ликвидировал господство султана в Боснии, Герцеговине, Сербии, Болгарии и Албании.

## Предыстория сражения
В 1440 году Янош Хуньяди стал доверенным советником и самым высокопоставленным солдатом короля Польши Владислава III. Хуньяди был назначен главнокомандующим и ответственным обороной Белградской крепости против османов. Король Владислав за заслуги перед ним, предоставил Хуньяди поместье в Восточной Венгрии. Вскоре он показал себя как неплохого полководца за экстраординарную способность грамотно и тактически правильно защищаться в условии с ограниченными ресурсами в его распоряжении.
В 1441 году на территории Семендрии одержал победу над войсками Исхак-Бея. На территории Трансильвании он уничтожил группировку войск Османской армии, тем самым помог Венгерскому королевству восстановить сюзеренитет над территорией всей Валахии. В июле 1442 года, в районе Железных ворот он ликвидировал численную группировку османских войск из 80 000 солдат во главе с командующим Сехаббедином.
Эти победы сделали Хуньяди одним из непримиримых врагов Османской империи, тем самым прославив себя во всем христианском мире в 1443 году, вместе с королем Владиславом участвовал в экспедиции которая стала известной как долгая кампания и в одной из её битв, вошедших в историю как битва при Нише. В ходе этой кампании Хуньяди сопровождал известный итальянский кардинал и церковный дипломат Джулиано Чезарини.
В состав «объединённого христианского контингента» входило 20 тыс. венгерских и около 8 тыс. сербских кавалеристов и пехотинцев, так же король Владислав прибыл с подкреплением из 5 тыс. польских солдат., по некоторым данным в составе войск ещё было незначительное число чехов.
Сама же битва при Нише. была не одной большой битвой, а состояла из пяти незначительных сражений. Первое сражение было против небольшого гарнизона в Нише, с задачей последующего захвата города. За этим последовали три различных сражения, против трёх различных османских гарнизонов, у которых была поставлена задача по продвижению в город с последующим его захватом. Последнее сражение происходило с остатками трёх османских армий.

## Ход сражения
3 ноября 1443 (по некоторым данным) произошло последнее сражение на равнине между городами Болвани и Ниш, которые возглавляли с одной стороны венгерским командующим Яношом Хуньяди и сербским деспотом Георгием Бранковичем, в то время как большей частью османской армии руководили Генерал-губернатор Румелии Касим-паша и командующие его войск Турахан-бей и Исхак-бей. В то время большая часть османской армии находилась на территории города Марице, когда христианский контингент уже противостоял войскам паши в Видине и Софии, возглавляемые Касимом-пашой. Тогда османский султан Мурад II послал Скандербега чтобы противостоять Хуньяди и его союзникам. После поражения Османской империи отступающие силы Касима-паши и Турахана-Бея сожгли все деревни между Нишем и Софией.
Об этом писал хорватский поэт Андрия Качич-Миошич, который опирался на данные итальянских историков, писавшие от том как происходила битва:

 Основной причиной турецкого поражения как было позже отмечено, является албанский полководец Скандербег. Которого направил в бой турецкий султан, но тот он тайно связывался с Хуньяди, и информировал его обо всё. Во время боя, покинул османскую армию и бежал вместе со своими людьми. Это вызвало большой резонанс в османских рядах, и всерьёз помогло одержать победу над турками. — 
Хотя если опираться на другие источники, то поражение Османской империи объясняется из-за отсутствия сотрудничества между различными армиями Османской империи, которые возглавлялись разными командирами.

## Последствия после сражения
Согласно записям византийского историка Лаоника Халкокондила «Утомленная после поражения от Хуньяди в 1443 году, османская армия была вынуждена отступить с территории Балкан, в то время старые лорды поспешили вернуться чтобы вернуть себе владения своих отцов». Одним из них был Скандербег, который покинул Османскую армию вместе со своим племянником Хамзой Кастриоти и 300 другими албанцами, вернулись в Албанию, где затем принял христианство. А после взятия города Круя начал 25-летнюю борьбу против Османской империи.
Касим был вынуждены покинуть свой лагерь и с его главным военачальником Туруханом, скрываются через Пирот и округ софийской области Драгоман, чтобы предупредить султана о вторжении. Во время своего отступления, Касим и Турахан уничтожили около 150 деревень между Нишем и Софией.
1 июля 1444 года султан Мурад II подписал Сегединский мирный договор сроком на 10 лет, и отрекся от престола в пользу своего сына Мехмеда II. Тем самым Деспот Георгий Бранкович вернул под контроль Сербской деспотовины 24 города, в том числе и Ниш.
Деспот Георгий Мрньявчевич, после установления Сегединского мирного договора, передал город потомку одного старинного рода,в соответствии с которым являлся его внук великий князь Гойко Мрньявчевич, в качестве наследия его предков.
Когда последовало нарушение мирного договора, Мурад вновь вторгся на Балканы и одержал победы в битве при Варне и в битве на Косовом поле. В 1448 году Ниш вновь возвращается под контроль Османской империей, и на ближайшие 245 лет находится под их же контролем, без никаких нападений христианских сил.